# Poland (condado de Herkimer, Nueva York)
Poland es una villa ubicada en el condado de  Herkimer en el estado estadounidense de Nueva York. En el año 2000 tenía una población de 451 habitantes y una densidad poblacional de 347.5 personas por km².

## Geografía
Poland se encuentra ubicada en las coordenadas 43°13′34″N 75°03′41″O / 43.22611, -75.06139.

## Demografía
Según la Oficina del Censo en 2000 los ingresos medios por hogar en la localidad eran de $38,750, y los ingresos medios por familia eran $45,455. Los hombres tenían unos ingresos medios de $27,426 frente a los $22,159 para las mujeres. La renta per cápita para la localidad era de $17,938. Alrededor del 11.1% de la población estaban por debajo del umbral de pobreza.